# سلام فرمانده
«سلام فرمانده» سرودی به خوانندگی ابوذر روحی، آهنگسازی مهیار طالبی و شعر سید مهدی بنی‌هاشمی با مضامین ایدئولوژی، سیاسی و مذهبی در راستای پروپاگاندای جمهوری اسلامی است. که برای همخوانی کودکان دههٔ نودی در ایران استفاده شده است. نماهنگ این سرود توسط گروه ماح در اسفند ۱۴۰۰، ساعاتی پیش از تحویل سال ۱۴۰۱ پخش شده است.
برخی فعالان حقوق کودک این سرود را نقض حقوق کودکان و در راستای سوءاستفاده برای جذب کودک‌سربازان و ذهن‌شویی کودکان می‌دانند. مخالفان جمهوری اسلامی در شبکه‌های اجتماعی در واکنش به این سرود، از عناوینی چون «سلام پسمانده»، «سلام درمانده» و «سلام دیکتاتور» استفاده کرده‌اند.
رسانه‌های داخلی ایران گزارش‌های گوناگون در مورد پخش و اجرای این سرود در مکان‌های گوناگون درج کردند و سازمان‌ها و گروه‌های تبلیغاتی و مذهبی، برنامه‌هایی را در شهرهای مختلف ایران برای همخوانی این سرود توسط کودکان و نوجوانان سازماندهی می‌کنند. این سرود در برخی کشورها از جمله کشمیر پاکستان و نیجریه هم اجرا شده است. همچنین این سرود به چندین زبان از جمله انگلیسی، اردو و عربی ترجمه شده است.

## متن
متن «سلام فرمانده» خطاب به حجت بن الحسن است. مضمون قسمت‌هایی از آن این است که سید علی خامنه‌ای دهه نودی‌های ایران را فراخوانده تا مانند میرزا کوچک خان جنگلی قیام کنند.
بخشی از ترانه:
«عشق جانم امام زمانم، دنیا بدون تو معنایی نداره، عشق روزگارم، وقتی که تو باشی، دنیامون بهاره، سلام فرمانده، سلام از این نسل غیور جامانده، سلام فرمانده، سیدعلی دههٔ نودی‌هاشو فراخوانده، عهد می‌بندم روزی لازمت بشم، عهد می‌بندم حاج قاسمت بشم …»

## ضبط و نماهنگ

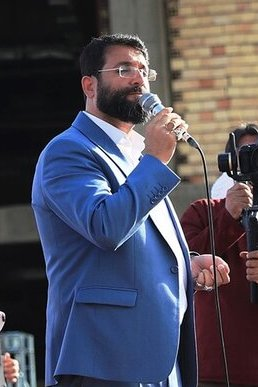
ابوذر روحی، خوانندهٔ اثر در حال اجرای آن

نماهنگ این سرود با اجرای گروه سرود ۳۱۳ نفرهٔ ماح (ملت امام حسین) از استان‌های گیلان و قم (۲۰۰۰ هزار نفر از جمله ۳۱۳ کودک از استان گیلان و ۳۱۳ کودک از استان قم) در مسجد جمکران قم توسط سعید نعیمی برای شبکهٔ باران صدا و سیمای گیلان تهیه و اسفند ۱۴۰۰ ساعاتی پیش از تحویل سال پخش شد. عدد ۳۱۳ به تعداد یاران حجت بن الحسن در هنگام ظهور مهدی اشاره دارد. تهیه‌کنندگی این کلیپ را سعید نعیمی و تنظیم آن را مهیار طالبی بر عهده داشتند. شعر اثر را سید مهدی بنی‌هاشمی سروده است.

## ترجمه‌ها
این سرود به انگلیسی، عربی، اردو، هندی، ترکی آذربایجانی و لری ترجمه شده است. چند نسخه عربی این سرود ساخته شده، از جمله سلام یا مهدی که توسط مؤسسه تلاوت و ترتیل امام حسین در کویت به خوانندگی محمد غلوم ساخته شده است. و نسخه لبنانی با عنوان امام زمانی توسط انجمن پیشاهنگی امام مهدی در لبنان ساخته شده است.

## اجراها

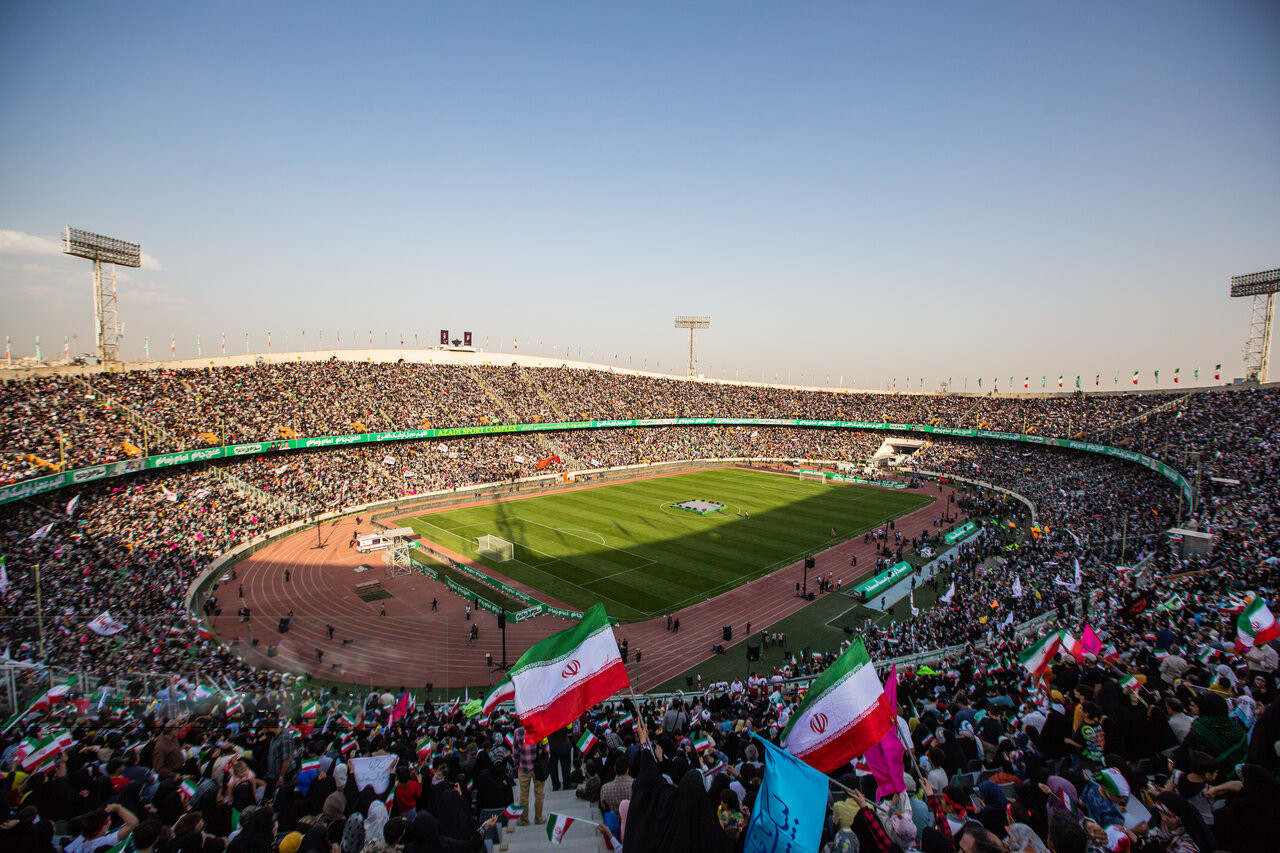
اجتماع همخوانی سرود «سلام فرمانده» در ورزشگاه آزادی

این سرود اولین بار ۲۷ اسفند ۱۴۰۰ به مناسبت نیمهٔ شعبان با حضور ۳۱۳ کودک دههٔ نودی در حرم فاطمه معصومه اجرا شد. برای فراخوانی شبکه سه سیما برای همخوانی این سرود چندین هزار قطعهٔ ویدیویی فرستاده شد.
پس از انتشار نماهنگ این سرود، سازمان‌ها و گروه‌های تبلیغاتی و مذهبی برنامه‌هایی را در شهرهای مختلف ایران سازماندهی و در میدان‌ها و خیابان‌های اصلی این شهرها، سرود را با همخوانی کودکان و نوجوانان اجرا می‌کنند. رسانه‌های حکومتی ایران تبلیغات گسترده‌ای روی این سرود انجام می‌دهند.
این سرود همچنین در ورزشگاه شهید شیرودی و ورزشگاه آزادی تهران نیز همخوانی شده است.

### خارج از ایران
به ادعای شبکه المنار سرود سلام فرمانده به شکل تأثیرگذاری در کشورهای مختلفی نظیر سنگال، کشمیر، ترکیه، فلسطین، سوریه، عراق و بحرین و پاکستان به زبان‌های مختلف منتشر شده است. دانش آموزان در عراق نسخه عربی و فارسی در پاکستان نسخه فارسی و اردو در سوریه و استانبول ترکیه این سرود را به زبان فارسی و در نیجریه به زبان عربی اجرا کرده‌اند.

## واکنش‌ها
سید علی خامنه‌ای دربارهٔ این سرود گفت: در سرودی که این روزها پخش شده و سلام به بقیةالله است ببینید مردم چه کار دارند می‌کنند و ابراز ارادت می‌کنند ما اول انقلاب این فعالیت‌ها و اجتماعات مذهبی را نداشتیم. دادستان لنگرود نیز در این باره گفته است: تلاش «رسانه‌های معاند» علیه خواننده سلام فرمانده برای کاهش تأثیر اثر فرهنگی است.سید بشیر حسینی، شعر این اثر را بسیار بد توصیف کرده ولی آن را به خاطر عناصر فرا متنی در مجموع خیلی خوب دانسته است. میلاد عرفان‌پور، رئیس مرکز موسیقی حوزهٔ هنری، این اثر را تا حدی شبیه به موسیقی رپ و قابل نقد دانسته. به اعتقاد علی مقدسی‌پور، در نشریهٔ معرفت اگر مفاهیم دینی برای دانش‌آموزان دوره ابتدایی به گونه‌ای حساب شده صورت نگیرد، می‌تواند پیامدهای زیان‌باری به دنبال داشته باشد. محمدرضا زائری، مدیرمسئول «ماهنامهٔ خیمه»، «سلام فرمانده» را تجربه‌ای موفق با تأثیری موقت دانسته است. حسین سلامی، فرمانده کل سپاه پاسداران، این سرود را «آسمانی» خواند. نزیه فیاض رئیس گروه سازنده نسخه لبنانی سلام فرمانده گفت این سرود به یک نماد جهانی تبدیل شده است.
سازندگان و طرفداران «سلام فرمانده»، آن را پاسخی به استقبال بالای دانش‌آموزان به ترانه‌هایی مانند «جنتلمن» از ساسی که در بسیاری از مدارس ایران خوانده و ویدیوهای اجرای آن توسط کودکان و نوجوانان در شبکه‌های اجتماعی پخش شده است، دانسته‌اند.
در مراسم افتتاحیه سیزدهمین جشنواره مردمی فیلم عمار که در شبستان امام خمینی حرم شاهچراغ شیراز برگزار شد، با یادی از جانباختگان حمله به حرم شاهچراغ و با حضور پدر روح‌الله عجمیان جایزه ویژه «دستکش ننه عصمت» به سعید نعیمی تهیه‌کننده نماهنگ «سلام فرمانده» به نمایندگی از «گروه سرود ماح لنگرود» اهدا گردید. در این مراسم با دعوت از اشرف تمیمی خواننده عراقی سلام فرمانده، این سرود در مراسم اجرا شد و به او نشان خادمی حرم شاهچراغ اهدا شد.
ایندیپندنت فارسی آن را طرحی برای «سربازگیری» و تربیت «کودک سربازی ایدئولوژیک» برای نظام جمهوری اسلامی دانسته است. به گفته مراد ویسی در ایران اینترنشنال، این سرود را پروپاگاندای نظام ایران و یادآور تبلیغات نازی‌ها دانست. او مخاطب سرود را قاسم سلیمانی و دلیل سازماندهی گسترده برای آن را انحراف افکار عمومی از اعتراضات به گرانی اعلام کرد.
برخی کاربران شبکه‌های اجتماعی با هشتگ‌هایی نظیر «سلام درمانده»، «سلام وامانده»، و «سلام پس‌مانده» و بارگذاری ویدیوهایی روی این سرود، سید علی خامنه‌ای را با پایان کار رهبرانی مثل آدولف هیتلر، صدام حسین، و معمر قذافی مقایسه کرده‌اند. به گفته المیادین این سرود در استان‌ها و شهرهای ایران به یک پدیده اجتماعی تبدیل شده و نه تنها در ایران بلکه در بسیاری از مناطق دیگر از جمله سنگال، کشمیر، فلسطین، سوریه، لبنان و عراق و نیز در شبکه‌های اجتماعی در حال انتشار است.

## ادعای سرقت هنری
بهمن بابازاده، خبرنگار حوزه موسیقی در یادداشتی مدعی شده است که این ترانه از یک اثر و قطعه عراقی، کپی و کاور شده است اما این ادعا توسط سازندگان آن رد شده است. به گفته باشگاه خبرنگاران جوان در قطعه عراقی تصویر برای جشن تکلیف دختران عراقی در کربلا متعلق به ۸ خرداد ۱۴۰۱ و صدا نسخه عربی سلام فرمانده است.